# Кристина Кирикела
Кристина Кирикела (итал. Cristina Chirichella; 10. фебруар 1994) професионална је италијанска одбојкашица која игра на позицији средњег блокера и тренутно наступа за АГИЛ.

## Каријера
Каријеру је започела у Клубу Италија са којим се две сезоне такмичила у оквиру Серије Б. У сезони 2012/13. дебитовала је у професионалној одбојци за Робурспорт Пезаро у Серији А1. Након тога провела је сезону у Орнавасу, а од 2014. године носи дрес АГИЛ-а са којим је до сада освојила првенство Италије, као и куп и суперкуп Италије.
Године 2011. је позвана у репрезентацију Италије до 18 година са којом је освојила сребрну медаљу на Европском првенству, а наредне године је са репрезентацијом до 19 година освојила бронзану медаљу. Од 2014. наступа за сениорску репрезентацију Италије са којом је наступала на два Светска првенства и Олимпијским играма 2016. године.